# Nicolas Pedro Mendez
Nicolas Pedro Mendez († 1542) war ein römisch-katholischer Geistlicher und Bischof von Tanger.

## Leben
Nicolas Pedro Mendez wurde am 4. März 1523 zum Bischof von Tanger im heutigen Marokko ernannt. Er bekleidete das Amt bis zu seinem Tod im Jahre 1542.